# دانبوین
دانبوین (به لاتین: Dunboyne) یک منطقهٔ مسکونی در جمهوری ایرلند است که در شهرستان میث واقع شده‌است. دانبوین ۷٬۲۷۲ نفر جمعیت دارد و ۷۰ متر بالاتر از سطح دریا واقع شده‌است.